# Inje-gun
Inje-gun (koreanska: 인제군, 인제) är en landskommun i Sydkorea. Den ligger i provinsen Gangwon, i den norra delen av landet, 130 km nordost om huvudstaden Seoul. Dess administrativa huvudort är Inje-eup.
Kommunen består av en köping (eup) och fem socknar (myeon):
Buk-myeon,
Girin-myeon,
Inje-eup,
Nam-myeon,
Sangnam-myeon och
Seohwa-myeon.